# Palacio del Vizconde de Eza
El Palacio del Vizconde de Eza o Palacio de los San Clemente es un palacio nobiliario de Soria, construido en el s. 16, pero que ocupa el solar de un edificio anterior del s. 12, para el que se usaba el nombre de Casa Fuerte. Esta sito en la Calla Aduana Vieja, junto a otros palacios urbanos.

## Historia
Esta casa nació como Casa Fuerte, ya que su cometido era defender el paño de muralla correspondiente a la calle Aduana Vieja en el s. 12.
La asociación con los San Clemente es antigua, ya que esta familia pertenecían al linaje de los Chancilleres, uno de los Doce Linajes antiguos de Soria, y como tal, de las doce casas originales de tales linajes, este palacio puede considerarse el único que persiste.
El edificio que se ve en el s. 21 es básicamente una construcción del s. 17. Construido en sillería y mampostería, tiene un notable escudo con complicada ornamentación barroca. Los San Clemente utilizaron el escudo del linaje al que pertenecían cuya descripción heráldica es: en campo de plata un águila de sable, y orla de sangre con ocho castillos de oro. Aunque podemos suponer una vinculación con la antigua parroquia de San Clemente situada muy cerca del palacio, lo cierto es que desde antiguo tuvieron el patrocinio de la Capilla Mayor de la iglesia de Santo Tomé (actual Santo Domingo) en la que se puede observar las armas de los San Clemente en los arcosolios realizados en el siglo XV situados en el tramo más antiguo de la nave románica ya que en el siglo XVI se eliminó el antiguo ábside románico al erigir el transepto y cabecera renacentista. El escudo que se encuentra en el palacio introduce una serie de modificaciones. El águila es bicéfala y aparece coronada, además en la orla entre los castillos aparece la leyenda: «Fidele Deo, Regi et Patriae»  (‘Fiel a Dios, al Rey y a la Patria’).

## Familia propietaria
La familia de los San Clemente ha tenido nombres notables en Soria durante siglos. En 1833 Don Luis de San Clemente y Montesa (1789-1859) fue Diputado por este linaje para asistir a la jura de la princesa de Asturias. Era por entonces Marqués de Montesa y pasaría el título a su hermana Doña Ruperta de San Clemente tras morir sin descendencia quién casó con Francisco Tomas Marichalar y Acedo entroncando entonces con esta familia de origen navarro asociada al Vizcondado de Eza y la familia Marichalar. Con los años el linaje acumularía también los títulos de Marqués de Ciria y Marqués de Zafra.
Luis de Marichalar y Monreal, abuelo del actual propietario, fue ministro de Alfonso XIII, senador vitalicio, alcalde y «censor pionero». El actual propietario, Amalio de Marichalar y Sáenz de Tejada heredó las propiedades de su padre Amalio de Marichalar y Bruguera, primer Conde de Ripalda. Es además hermano de Jaime de Marichalar y Sáenz de Tejada. El palacio se ubica muy cerca de la iglesia-monasterio de Santo Domingo, donde la familia Marichalar tiene su panteón familiar.
Una placa en la fachada del palacio recuerda que un miembro de los Borbones paseó su estampa por la residencia oficial de los Marichalar. Alfonso XIII pasó toda una noche en una de las cámaras de esta casa solariega.